# Parafia Wniebowzięcia Najświętszej Maryi Panny w Waniewie
Parafia pw. Wniebowzięcia Najświętszej Maryi Panny w Waniewie – rzymskokatolicka parafia należąca do dekanatu Łapy, diecezji łomżyńskiej, metropolii białostockiej.

## Historia
Parafia została erygowana w 1511 przy wcześniej istniejącym kościele. Obecny kościół murowany pw. Wniebowzięcia NMP w stylu neoromańskim ukończony w 1887 roku staraniem ks. prob. A. Piekarskiego.

## Zasięg parafii
W granicach parafii znajdują się miejscowości:

- Waniewo,
- Chomice,
- Jeńki,
- Kowalewszczyzna,
- Kowalewszczyzna-Folwark,
- Kurowo-Kolonia,
- Kurowo,
- Mojsiki,
- Pszczółczyn.

## Galeria

Kościół pw. Wniebowzięcia NMP
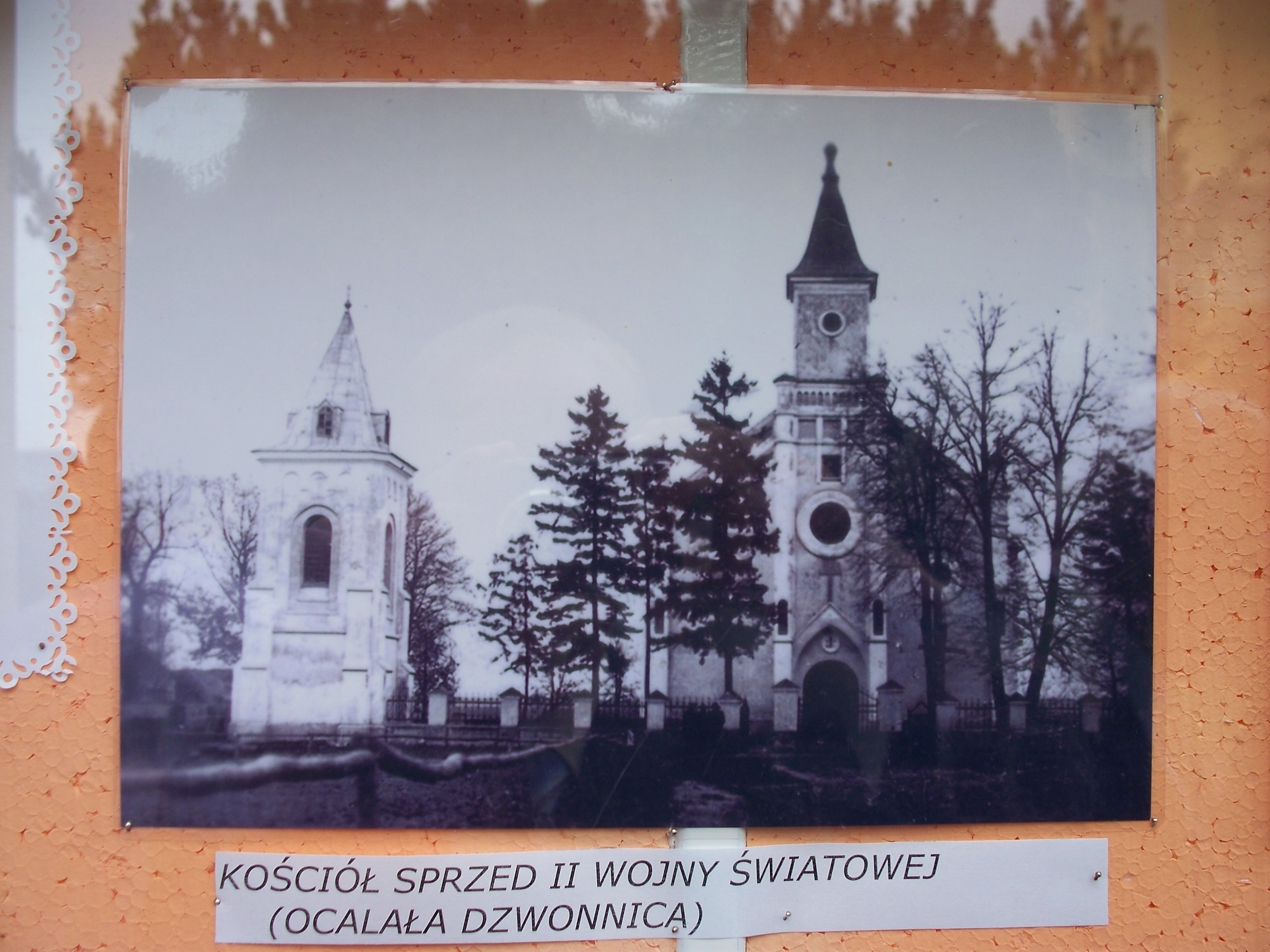
Przed II wojną światową
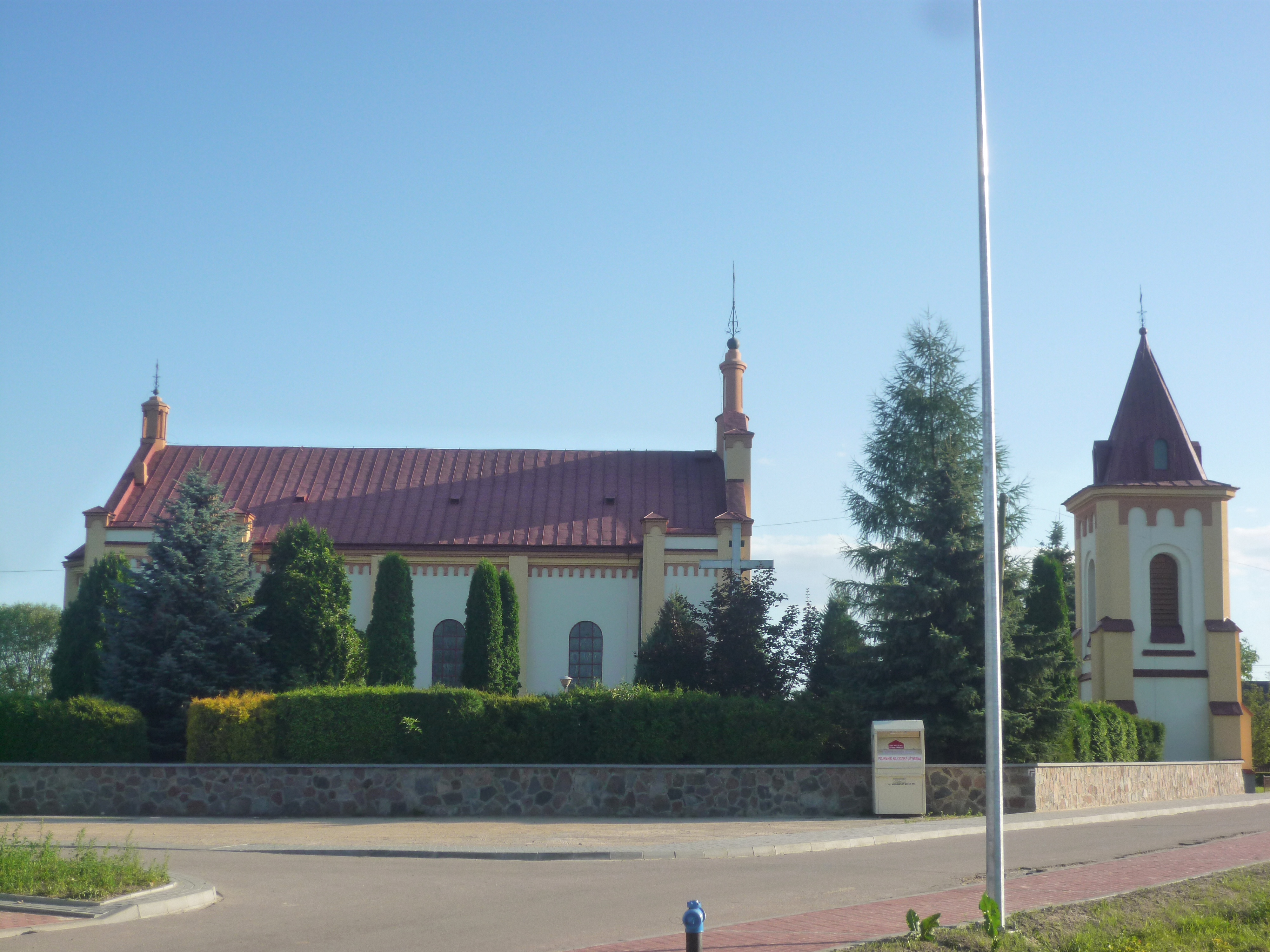
Elewacja boczna
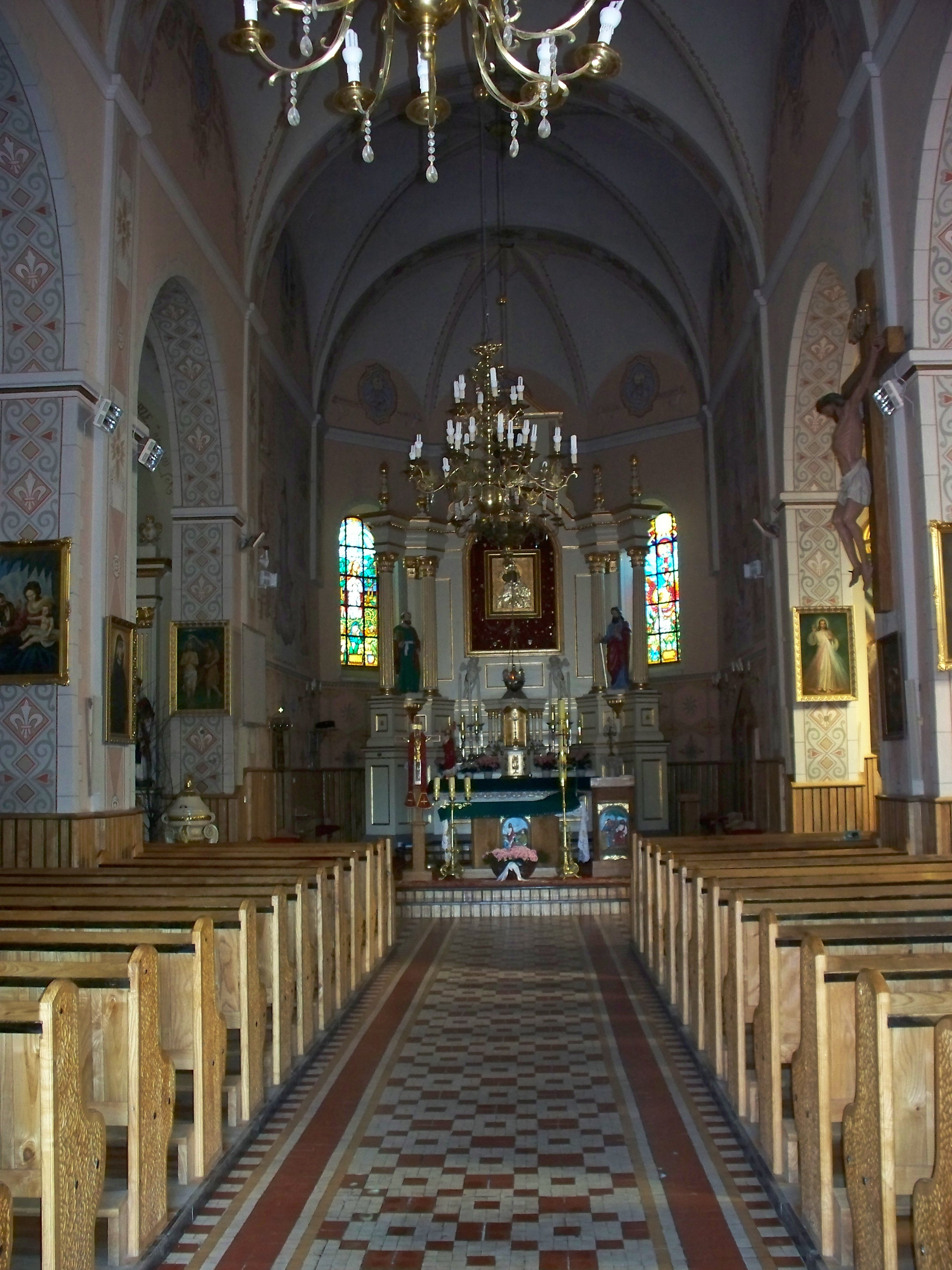
Wnętrze
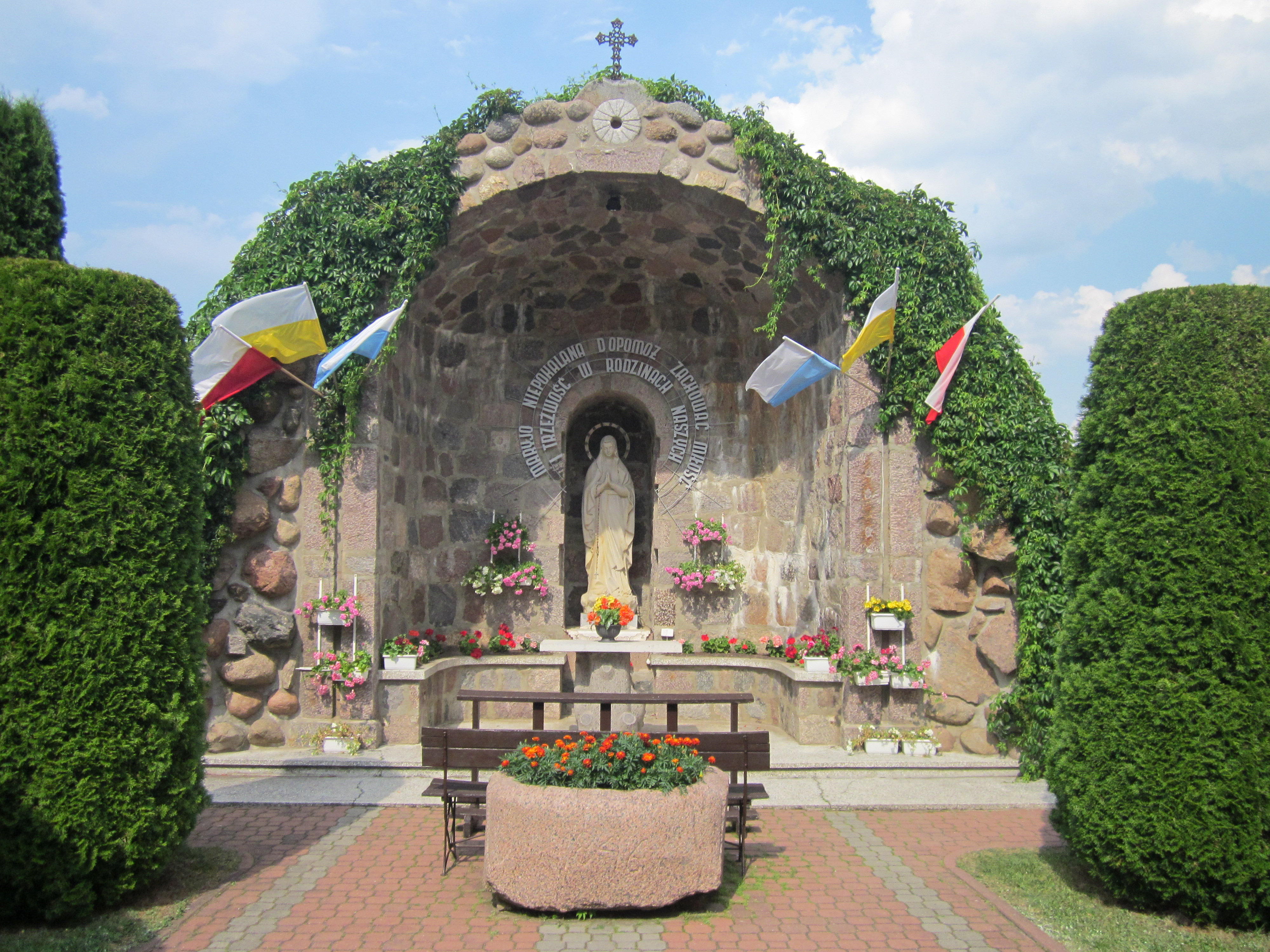
Grota Matki Boskiej